# ایجان
ایجان، روستایی از توابع بخش قره‌چای شهرستان خنداب در استان مرکزی ایران است.

## جمعیت
این روستا در نزدیکی خنداب قرار دارد و براساس سرشماری مرکز آمار ایران در سال ۱۳۸۵، جمعیت آن ۱٬۱۶۱ نفر (۳۳۲خانوار) بوده است.